# World Tour 1992/93 - Video Tour Book
Il World Tour 1992/93 - Video Tour Book è un documentario sull'artista britannico Elton John, distribuito in VHS (1992) e della durata di circa 50 minuti; tratta la genesi e i retroscena del The One Tour, iniziato nel 1992 e conclusosi l'anno seguente, dopo più di 130 esibizioni live davanti ad oltre 5 milioni di persone in tutto il mondo. Sono presenti interviste ad Elton, al paroliere Bernie Taupin, ai membri della Elton John Band (formata dal chitarrista Davey Johnstone, dal batterista Charlie Morgan, dai tastieristi Guy Babylon e Mark Taylor, dal bassista Bob Birch e dalle coriste Natalie Jackson, Mortonette Jenkins e Marlena Jeter) e allo stilista Gianni Versace. A quest'ultimo si deve la cura dello stage, delle luci e dei costumi. Nel documentario vengono inoltre svelati i retroscena di alcuni brani dell'album The One; ad esempio, si parla della title track e di Simple Life.
Nel 1993, il documentario è stato distribuito in una seconda versione (Revlon), mentre nel 2000 è stato inserito nel DVD Live in Barcelona.